# Ásványi Ilona
Ásványi Ilona (Mosonmagyaróvár, 1967. március 21. –) általános és középiskolai tanár, könyvtáros, könyvtári szakértő, vezető szakfelügyelő.
1990-től a pannonhalmi Főapátsági Könyvtár könyvtárosa, 1998-tól helyettes igazgatója, 2018. június 12-től igazgatója. 1999–2004 között az Egyházi Könyvtárak Egyesülése titkára, 2004–2007 elnöke, 2007–2010 elnökségi tagja, majd 2016-tól ismét elnöke. 2000 és 2009 között az OKGYK könyvtári referense. 2001 óta könyvtári szakértő. 2006-tól 2012-ig vezető szakfelügyelő.

## Életútja
Gimnáziumi diákéveit a győri Kazinczy Ferenc Gimnáziumban töltötte, ahol 1985-ben érettségizett. 1986-tól tanulmányait a szombathelyi Berzsenyi Dániel Tanárképző Főiskolán folytatta, ahol 1990-ben általános iskolai magyar nyelv és irodalom tanári, valamint könyvtáros szakon szerzett oklevelet.
1990-től napjainkig a pannonhalmi Főapátsági Könyvtár könyvtárosa, 1998-tól helyettes igazgatója, 2018-tól igazgatója.
1990–1993 között magyar nyelvet és irodalmat tanított a Pannonhalmi Bencés Gimnáziumban.
1993-ban középiskolai magyar szakos tanári diplomát szerzett az Eötvös Loránd Tudományegyetem Bölcsészettudományi Karán.
2003 és 2006 között különböző továbbképzéseken vett részt: minőségmenedzsment, kulturális örökség védelme, állományvédelem.
1999-től az Egyházi Könyvtárak Egyesülésének (EKE) titkára, 2004–2007-ig elnöke, majd 2007 és 2010 között elnökségi tagja.
2000–2009 között ellátta a Magyar Katolikus Püspöki Konferencia Országos Katolikus Gyűjteményi Központ (OKGYK) gyűjteményi (könyvtári) referensének feladatait.
2001 óta könyvtári szakértő.
2006-tól 2012-ig vezető szakfelügyelőként szervezte az egyházi könyvtárak szakfelügyeletét.

## Munkássága
A pannonhalmi Főapátsági Könyvtár
A pannonhalmi Főapátsági Könyvtár munkatársaként, majd igazgatóhelyetteseként tevékenyen részt vett abban a folyamatban, amely hozzájárult ahhoz, hogy az 1950-től a rendszerváltásig tartó kényszerű csend után a mind muzeális, mind modern gyűjteménnyel rendelkező könyvtárban a munka szakszerűbbé váljon. Ez a pontosan meghatározott gyűjtőkör mentén történő tudatos szerzeményezésben, a korszerűbb feldolgozásban (1996-tól folyik számítógépes feldolgozás, előbb Orbis programmal, 2006-tól az integrált 
Corvina rendszerben), az olvasó-, kutató- és referenszszolgálat élénkítésében, a nyilvánosság vállalásában, különböző informatikai, telematikai fejlesztésekben mutatkozik meg.
Része volt a 2000-ben elindított THECA internetes adatbázis létrejöttében, és támogatta az UNITAS egyházi közös katalógus létrehozását. Munkájának eredménye, hogy a rendszerváltozás adta megváltozott gazdasági, társadalmi, politikai változások közepette a nyilvános státusz vállalásával, élve az adódó pályázati lehetőségekkel napjainkra biztosítva van a Főapátsági Könyvtár muzeális állományának vagyon- és tűzvédelme, folyamatos a gyűjtemény általános és egyedi restauráltatása, a könyvtár berendezésének felújítása, egyre szervezettebb és korszerűbb a számítógépes feldolgozás, és elkezdődött az értékes és ritka kötetek digitalizálása.
A könyvtár helyettes vezetőjeként személyi kérdésekben (humán erőforrás) és a munkaszervezésben minőségbiztosításra törekszik, a 21. századi, korszerű vezetéselméleti iránymutatások alapján.
Különböző felsőoktatási intézményekből rendszeresen fogad könyvtári gyakornokokat, akiknek foglalkoztatását, tanítását, képzését mentorként vezeti.
Szakmai csoportoknak, a szakirányú felsőoktatásban részt vevő hallgatóknak, középiskolás csoportoknak rendszeresen tart szakmai előadásokat, foglalkozásokat, rendhagyó órákat és a könyvtárban, illetve az Apátság épületegyüttesében vezetéseket.
Részt vesz az Apátság és a könyvtár által rendezett kiállítások szervezésében. 2018. június 12-én kinevezték a Pannonhalmi Főapátsági Könyvtár első világi igazgatójának.
Egyházi Könyvtárak Egyesülése (EKE)
A kezdetektől (1994) részt vett az Egyházi Könyvtárak Egyesülése (EKE) munkájában, 1999-től titkárként, 2004-től 2007-ig elnökként, 2007-től 2010-ig pedig elnökségi tagként.
Tevékeny szerepet vállalt az egyházi könyvtárak érdekképviseletének létrehozásában. Eredményesen közvetített a különböző felekezetű könyvtárak, az egyházi könyvtárak és a könyvtáros szakma, az egyházi könyvtárak és az állami fenntartók, döntéshozók között.
Jó és élő kapcsolatot alakított ki a magyar könyvtáros szakmai szervezetekkel (MKE, IKSZ, Publika Könyvtári Kör), részt vett a szakmai kerekasztal és más bizottságok, kuratóriumok munkájában, különböző szakmai anyagok, tervezetek elkészítésében és véleményezésében.
Egyesületi munkája során azon fáradozott, hogy az egyházi könyvtárak a több évtizedes lemaradást minél előbb behozzák, amelynek a feltételeit (szakképzettség, naprakész tudás a szakmáról, a rendeletek, jogszabályok ismerete, a pályázati lehetőségek felkutatása, bekapcsolódás országos programokba stb.) szorgalmazta. Szakmai konferenciákat, továbbképzéseket és értekezleteket szervezett az egyházi könyvtárak és könyvtárosaik szakmai fejlődésének érdekében. Az egyesületen belül szorgalmazta szakmai munkacsoportok (PR, szoftveres, folyóiratos, digitalizálási munkacsoport) létrehozását, az egyesület
honlapjának, szakmai levelezőlistájának elkészítését.
Útjára indította az EKE Hírlevelet; 1999 és 2004 között szerkesztette az egyesület Névtárát.
Szorgalmazta, hogy az egyházi könyvtárosok, könyvtárak és az egyesület jelen legyen a szaksajtóban; előadások és publikációk formájában, minden lehetséges fórumon megszólalt az egyházi könyvtárak érdekében.
Országos Katolikus Gyűjteményi Központ (OKGYK)
2000 és 2009 között a Magyar Katolikus Püspöki Konferencia Országos Katolikus Gyűjteményi Központjának (OKGYK) könyvtári referense feladatait is ellátta.
Munkája során a katolikus könyvtárak összefogására törekedett; szakmai napok, konferenciák rendezésével és folyamatos, személyes kapcsolattartással segítette a munkájukat. Közvetítőként dolgozott a különböző katolikus könyvtárak, valamint a könyvtárosi szakma és az egyházi könyvtárak között.
Könyvtári szakértő – vezető szakfelügyelő
2001-től könyvtári szakértő.
2006 és 2012 között vezető szakfelügyelőként szervezte és vezette az egyházi könyvtárak szakfelügyeletét. Előadóként vett részt a szakfelügyelők képzésében is.

## Publikációi
2003-tól jelentek meg főként az egyházi könyvtárak helyzetével, problémáival, 20–21. századi történetével, valamint a szakfelügyeleti munkával kapcsolatos publikációi a szaksajtóban. Ezen kívül irodalmi, könyv-, könyvtártörténeti és egyéb kultúrtörténeti témákban publikál.

## Munkássága összefoglalása
A rendszerváltástól kezdve tevékenyen figyelemmel kísérte és elősegítette a modern egyházi könyvtárügy megteremtését. Szerepe volt abban, hogy az egyházi könyvtárak (gyűjtemények) ismét elfoglalhatták méltó és megfelelő helyüket a nemzeti kulturális életben, a magyar könyvtári rendszerben. Folyamatos feladatának tekinti, hogy az egyházi könyvtárak az információs társadalom kihívásainak megfelelve egyre jobban bekapcsolódjanak a hazai és európai könyvtári, (köz)gyűjteményi, (köz)művelődési, információs rendszerbe.
Munkáját 2010-ben az Informatikai és Könyvtári Szövetség által létrehozott „A könyvtárügyért” kitüntetéssel, 2011-ben pedig Szinnyei József-díjjal jutalmazták.

## Díjai
- A Könyvtárügyért (2010)
- Szinnyei József-díj (2011)

## Publikációk
- A „Mécs-probléma”. In: Jelentkezünk (A szombathelyi Berzsenyi Dániel tanárképző Főiskola periodikája), 1989. szeptember (Különszám), pp. 61–71.
- Mollináry Gizella. In: Jelentkezünk 1989/2-1990/1., pp. 152–155
- „…nem halunk meg mindenestül” (Rónay György). Z. Szabó László emlékének. In: Anyanyelvünk szolgálatában. Péchy Blanka, Z. Szabó László, Lőrincze Lajos emlékének. Szerk. Hérics Lajosné – Győr: Kazinczy Ferenc Gimnázium, 1995, pp. 106–108.
- Az Egyházi Könyvtárak Egyesülése 2001. évi közgyűlése. In: Könyvtári Levelező/lap, 2001 (13. évf.), 9. sz., pp. 16–17.
- Beszámoló az Egyházi Könyvtárak Egyesülése 2002. évi közgyűléséről. In: Könyvtári Levelező/lap, 2002 (14. évf.), 9. sz., pp. 17–18.
- Az egyházi könyvtárak a XX. század utolsó évtizedében. In: Könyv, Könyvtár, Könyvtáros 2003. (12. évf.), 6. sz., pp. 23–33.
- Tízéves az Egyházi Könyvtárak Egyesülése. In: 1. Könyvtári Levelező/lap, 2004. július pp. 5–11. – 1. rész, augusztus – pp. 3–11 – 2. rész, szeptember pp. 3–7. – 3. rész, 2. Egyházi Könyvtárak Egyesülése – Névtár 2004. Pannonhalma, 2004 – pp. 3–32.
- A pannonhalmi Főapátsági Könyvtár. In: Múzeumi Hírlevél, 2005. április, pp. 136–138.
- Az Egyházi Könyvtárak Egyesülése. In: Kisalföldi Könyvtáros, 2006 (36. évf.), 1. sz. pp. 48–53.
- Egyházi és felekezeti könyvtárak Győr-Moson-Sopron megyében. In: 1. Kisalföldi Könyvtáros 2006 (36. évf.), 1. sz., pp. 29–37.
- Állományvédelem egyházi könyvtárakban. in: Könyvtári Levelező/lap, 2006. (18. évf.), 7. sz., pp. 3–11.
- Szakfelügyeleti vizsgálatok. A magyarországi egyházi és felekezeti könyvtárak szakfelügyelete 2006. In: Könyv, Könyvtár, Könyvtáros, 2006 (15. évf.), 12. sz., pp. 22–29.
- Beszámoló az Egyházi Könyvtárak Egyesülése tevékenységéről 2004 és 2007 között. In: Könyvtári Levelező/Lap, 2007. (19. évf.), 8. sz., pp. 17–24.
- Irodalmi hagyatékok egyházi gyűjteményekben. A pannonhalmi Főapátsági Könyvtárban őrzött Mécs László-hagyaték. In: Nyelv – irodalom – társadalom. A 2005. december 8–9-én A Felvidék szerepe a magyar tudományosságban címmel a nyitrai Konstantin Filozófus Egyetem Közép-európai Tanulmányok Karának Magyar Nyelv és Irodalom Tanszéke által szervezett konferencia előadásai – Nyitra: Konstantin Filozófus Egyetem Közép-európai Tanulmányok Kara, 2007, pp. 267–279.
- „Helyismereti gyűjtemények, helyismereti munka” egyházi könyvtárakban. In: Szolgáltatás – Használó – Könyvtáros. Paradigmaváltás a könyvtárak helyismereti munkájában?! A Magyar Könyvtárosok Egyesülete Helyismereti Könyvtárosok Szervezete 15. Országos Konferenciáján. – Győr, szerk.: Mennyeiné Várszegi Judit, 2008. július 9–11. – Győr: Kisfaludy Károly Megyei Könyvtár, 2009. pp. 110–127.
- A magyarországi egyházi és felekezeti könyvtárak szakfelügyelete 2006–2008. In: A könyvtári szakfelügyeletről. Tájékoztató a 2002–2008 közötti szakfelügyeleti vizsgálatok eredményeiről. Szerk.: Richlich Ilona. – Bp.: OKM, [2009] (A könyvtári rendszer stratégiai fejlesztése 4.), pp. 52–61.
- Az Egyházi Könyvtárak Egyesülésének 15 éve különös tekintettel a 2004 és 2009 közötti időszakra. 15 éves az Egyházi Könyvtárak Egyesülése. Pannonhalma: Egyházi Könyvtárak Egyesülése, 2009. – 54 p. (EKE-füzetek, 1.)
- 15 éves az Egyházi Könyvtárak Egyesülése. Ünnepi és hétköznapi emlékezés. in.:Előadások, kirándulások, emlékezések. 15 éves az Egyházi Könyvtárak Egyesülése. Pannonhalma: Egyházi Könyvtárak Egyesülése, 2009, pp. 34–36. (EKE-füzetek, 2.)
- Egy kolostori könyvtár küldetése, feladata a 21. században. In: Bencés Hírlevél, 2009, 3. sz.
- Visszatekintés – 15 éves az EKE. In: Hagyomány, egység, korszerűség. Az egyházi Könyvtárak Egyesülése 2009. november 10-i, jubileumi konferenciájának előadásai. – Debrecen: EKE, 2010, pp. 10–15.
- „Már őszül is. Az ősz is itt felejt még?”. A „halál kísértő félelmei között”. In: Levél a hitveshez. Szerk. Fűzfa Balázs – Szombathely: Savaria Univ. Press, 2010, pp. 61–71 (A tizenkét legszebb magyar vers. 5.)
- Totaliter aliter…  „Nemcsak a hit, hanem a hitetlenség is lehet ingatag” avagy „vallásos vers”-e a Hajnali részegség? In: Hajnali részegség. Szerk. Fűzfa Balázs – Szombathely: Savaria Univ. Press, 2010, pp. 184–193. (A tizenkét legszebb magyar vers 6.)
- Töprengések az egyházi könyvtárak sorsának változásáról. In: Könyv, Könyvtár, Könyvtáros, 2011, 6. sz., pp. 3–14.
- „A (könyvtáros) afféle középhely egy teljes egyetem összes fakultásai és valamely felsőbbrendű lény között”. In: Könyv, Könyvtár, Könyvtáros, 2011, 7. sz., pp. 10–16.
- A Teológia folyóirat történetéhez (1967-1995). In: Teológia 2011 (45. évf.), 1–2. sz., p. 1–20.
- Kocsi(ká)zás éjszaka (új)holdfényben. (Csontváry Kosztka Tivadar: Sétakocsizás újholdnál Athénben – Ady Endre: Kocsiút az éjszakában). In: Kocsi-út az éjszakában. Alkotó szerkesztő: Fűzfa Balázs. Szombathely: Savaria University Press, 2011, pp. 98–112. (A 12 legszebb magyar vers 8.)
- Helyzetkép az egyházi könyvtárak muzeális és külön(leges) gyűjteményeiről a XXI. század elején. In: Könyv, Könyvtár, Könyvtáros, 2012, 1. sz., pp. 3-20.
- Észrevételek az egyházi könyvtárak szakfelügyelete kapcsán. Beszámoló a teljesség igénye nélkül a 2009 és 2011 közötti időszakról. In: Könyv, Könyvtár, Könyvtáros, 2012, 6. sz., pp. 13–32.
- Szent Benedek Regulája az olvasásról. in: Corde Aperto. Tanulmányok Kredics László nyolcvanadik születésnapjára. – Szerk. Hermann István, Karlinszky Balázs, Varga Tibor László. – Veszprém: Veszprémi Főegyházmegye, Veszprém Megyei Levéltár, 2012, pp. 11–30.
- Befejeződött a magyarországi egyházi-felekezeti könyvtárak szakfelügyelete. In: Könyv, Könyvtár, Könyvtáros, 2013. (22. évf.), 3. sz.
- A könyvtárosi hivatás. In: Könyv, Könyvtár, Könyvtáros, 2013 (22. évf.), 5. sz.,  pp. 39-47
- Az első könyvtárosképző-tanfolyam emlékére, avagy 75 éves múlt a magyar könyvtárosképzés. In: Könyv, Könyvtár, Könyvtáros, 2013 (22. évf.), 8. sz., pp. 16–32.
- Régi és új könyvtárosok. Könyvtárosi hivatás – könyvtárosi lelkület az 1950-es években. In: Könyv, Könyvtár, Könyvtáros, 2013 (22.), 10., pp. 40–53.
- Az egyházi könyvtárak és a nyilvánosság. In: Könyvtári Levelezőlap, 2014 (25. évf.), 4. sz., pp. 3–13.
- Egyházi könyvtárak a 21. század elején. In: Könyvtári Levelezőlap, 2014 (25. évf.), 4. sz., pp. 14–17.
- „… a rostavizsgán a könyvtáros mint ’alak’, siralmasan megbukott… In: Könyv, Könyvtár, Könyvtáros, 2014 (23. évf.), 6. sz., pp. 42–52.
- 20 éves az Egyházi Könyvtárak Egyesülése. In: Könyvtári Levelező/lap, 2014 (25. évf.), 9. sz., pp. 3–9.
- Beszámoló az Egyházi Könyvtárak Egyesülése 2014. évi összejöveteléről (Vác, 2014. június 23–25.). In: Könyvtári Levelező/lap, 2014 (25. évf.), 9. sz., pp. 10–17.
- „… arra rendeltelek titeket, hogy munkátokkal maradandó gyümölcsöt hozzatok…” (Jn 15,16). 20 éves az Egyházi Könyvtárak Egyesülése. In: Könyv, Könyvtár, Könyvtáros, 2014 (23. évf.), 9. sz., pp. 3–11.
- „… az ottlét megerősített hitemben, bizalmamban…” Weöres Sándor és Károlyi Amy Pannonhalmán. In: Collectanea Sancti Martini. A Pannonhalmi Főapátság Gyűjteményeinek Értesítője II. (szerk. Dénesi Tamás, Dejcsics Konrád). Pannonhalma: Pannonhalmi Főapátság Gyűjteményei, 2014, pp. 199–212.
- Egyházi könyvtár: muzeális gyűjtemény?  tudományos könyvtár? szakkönyvtár? In: TMT (Tudományos és Műszaki Tájékoztatás Könyvtár- és információtudományi szakfolyóirat, 2016 (63. évf.), 5. sz., pp. 198–204.
- Visszatekintés…(Projektzáró gondolatok). Irodalomról irodalom-tanításról, öregségről-fiatalságról és arról, hogy kinek hol van „az emberélet útjának fele” – Berzsenyi Dániel: A közelítő tél című verse kapcsán. In: Koltótól Koltóig. Szerk. Fűzfa Balázs. – Szombathely: Savaria University Press, 2016 – pp. 26–38. (12 legszebb magyar vers 12 + 1.)
- Szent Márton emlékezete. Két kiállítás a Pannonhalmi Főapátság teremkönyv-tárában. 2016. április 14. – november 11. Ernst-kódex (OSZK Cod. Lat. 431.) O beatum virum… (16–19. századi Szent Márton-témájú könyvek a Főkönyvtár gyűjteményében). Kiállítás, katalógus, kiállításterv és -szervezés: Ásványi Ilona, szöveg: Madas Edit, Ásványi Ilona, fotók: Horváth Tamás, Nagy Balázs. Pannonhalma, Pannonhalmi Főapátság, 2016. p. 48.
- A Pannonhalmi Főapátság kulturális rendezvényei a Szent Márton-évben 2016-ban. In: Könyvtári levelező/lap, 2016 (28. évf.), 6. sz., pp. 11–18.
- Újabb töprengések… az egyházi könyvtárak és az Egyházi Könyvtárak Egyesülése régi-új feladatairól. In: Könyv, Könyvtár, Könyvtáros, 2017 (26. évf.), 1. sz., pp. 3–12.